# Kopalnia Węgla Kamiennego Chwałowice

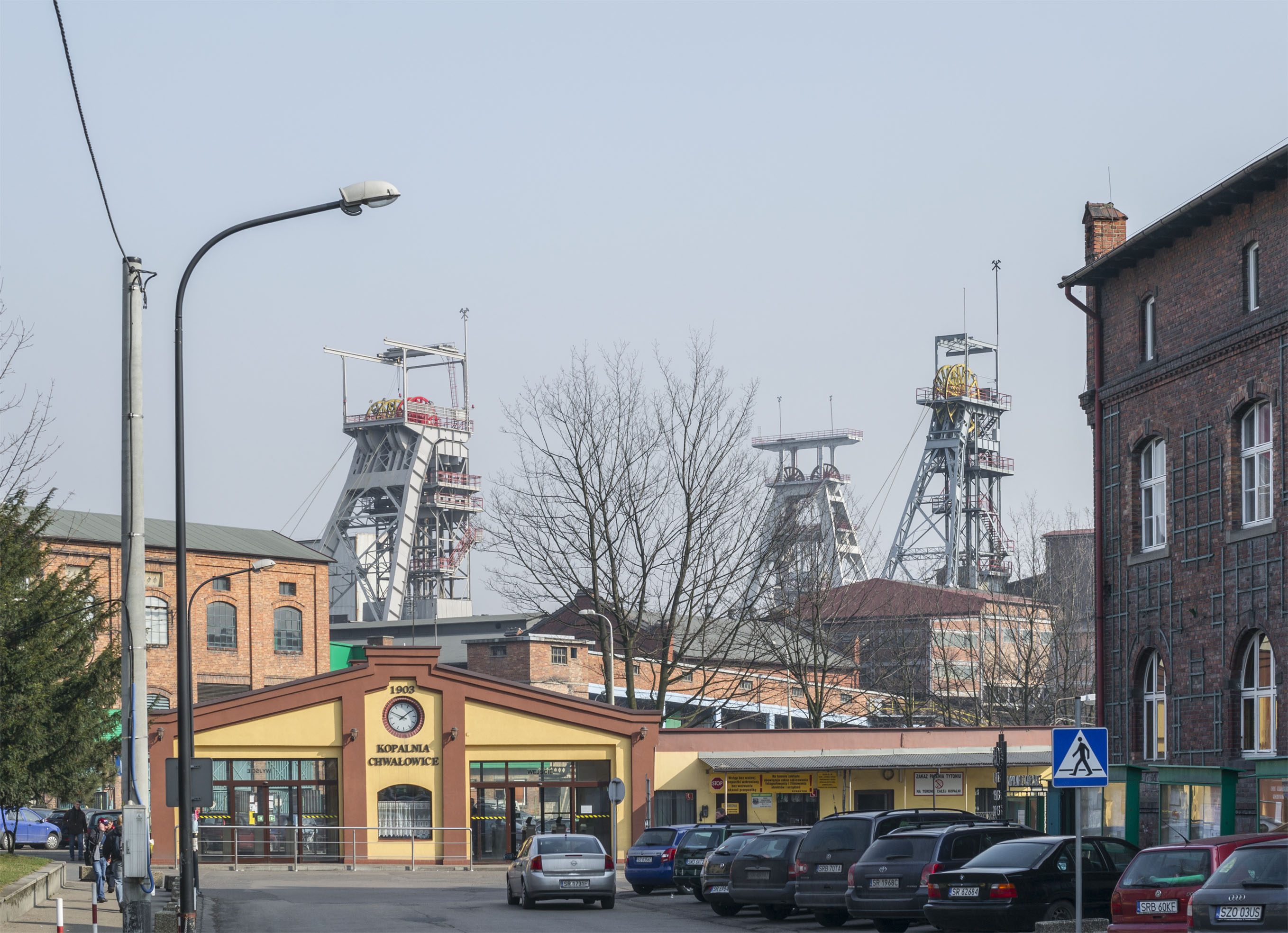
Eingangsbereich mit den Schächten II, VIII und I

Die Kopalnia Węgla Kamiennego Chwałowice (früher Donnersmarckgrube) ist ein aktives Bergwerk im Steinkohlenbergbau in Rybnik, Oberschlesien. Es gehörte bis zum 30. April 2016 zum Konzern Kompania Węglowa SA und erreichte 2014 mit einem geringfügigen Verlust von 12,46 zł pro geförderter Tonne Steinkohle das viertbeste Konzernergebnis. Es erzielte im Jahr 2015 leichte Gewinne (8,66 PLN pro Tonne). Es wurde am 1. Mai 2016 in den neugeschaffenen Konzern Polska Grupa Górnicza übernommen und am 1. Juli 2016 als Betrieb in das neu geschaffene Bergwerk Kopalnia Węgla Kamiennego ROW (Rybniki Okręk Węglowa) eingegliedert.

## Geschichte
1897 kaufte Guido Henckel von Donnersmarck in den Dörfern Boguszowice, Chwałowice und Jankowice 40,35 km² Land, u. a. mit dem Ziel, dort Kohle abbauen zu lassen und konsolidierte die Felder unter dem Namen Donnersmarckgrube. Diese reichen Kohlenvorräte wurden im Laufe der nächsten Jahre und Jahrzehnte durch die Zechen Donnersmarckgrube/Chwałowice (20,35 km²) und Römergrube/Rymer (19,65 km²) erschlossen.
Die Eintragung des neuen Bergwerks „Donnersmarckgrube“ erfolgte am 14. September 1897. Ab 1906 zur Vereinigten Königs- und Laurahütte gehörend, verblieb sie bis zum Ende des Zweiten Weltkriegs im Donnersmarckschen Besitz. Heute gehört das Bergwerk zum Konzern Kompania Węglowa SA.
Mit den Abteufarbeiten wurde 1903 begonnen, jedoch konnten die ersten beiden Schächte erst 1907 ihre Förderung aufnehmen, weil mächtige Schwimmstandschichten zu durchstoßen waren.
Die Lagerung der Kohleschichten ist sehr unterschiedlich und reicht von flacher Lagerung in der Mitte des Reviers bis zu halbsteilen Lagerungen von 30° bis 35° im Westen und 20° bis 25° im Osten. Während anfänglich die Kohle von der 320-m- und der 380-m-Sohle aus abgebaut wurde, baut das Bergwerk heute die Kohle in 500 m Tiefe ab, wobei die Flöze bis zu 160 m über dieser Sohle liegen. Die bestehenden 320-m- und 380-m-Sohlen dienen der Bewetterung. Während der Auffahrung der neuen 700 m Sohle sollen die Schächte II und VIII durch eine 310 m lange Richtstrecke durchschlägig gemacht werden. Die beiden Sohlen in 550 m und 700 m Tiefe werden dann durch eine schiefe Ebene miteinander verbunden.
Die zentrale Schachtanlage des Bergwerks umfasst die Schächte I, II und VIII, während sich die Schächte V, VII und Marcin als Wetterschächte am Ortsrand von Chwałowice befinden.
Derzeit liegt die durchschnittliche Produktion der Zeche Chwałowice bei 10.500t/d an drei bis vier Abbaupunkten. Die Berechtsame beträgt aktuell 20,7 km². Es werden 2804 Mitarbeitende beschäftigt.

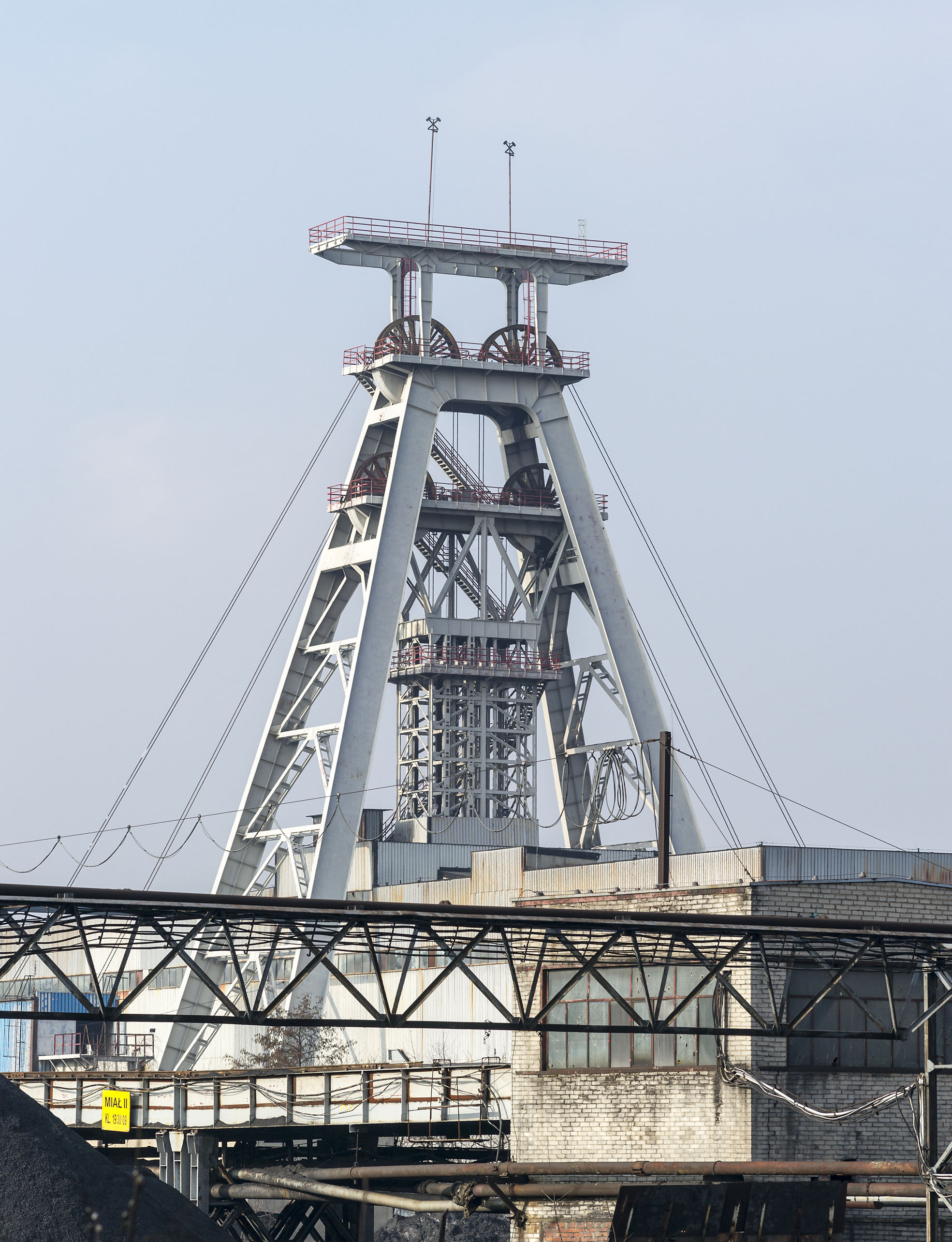
Doppelbock über Schacht VIII

Alle drei auf der Hauptanlage befindlichen Schächte I, II und VIII dienen der Seilfahrt sowie dem Materialtransport und der Kohleförderung. Schacht I hat eine Tiefe von 415,24 m, II (Doppelförderung) eine von 723,6 m und VIII eine von 725,75 m. V ist einziehender Wetter- und Materialschacht (399,77 m), VII und Marcin sind Wetterschächte ohne Befahrungsanlagen (V: 543,05 m; Marcin 200,79 m). Es ist im Rahmen des Abbaus auf der 700 m Sohle geplant, nur noch die Schächte II, VIII, V und VII beizubehalten und alle anderen abzuwerfen.

## Förderzahlen
1913: 399.539 t; 1938: 787.800 t; 1970: 1,89 Mio. t; 1979: 2,26 Mio. t; 2011: 2,37 Mio. t

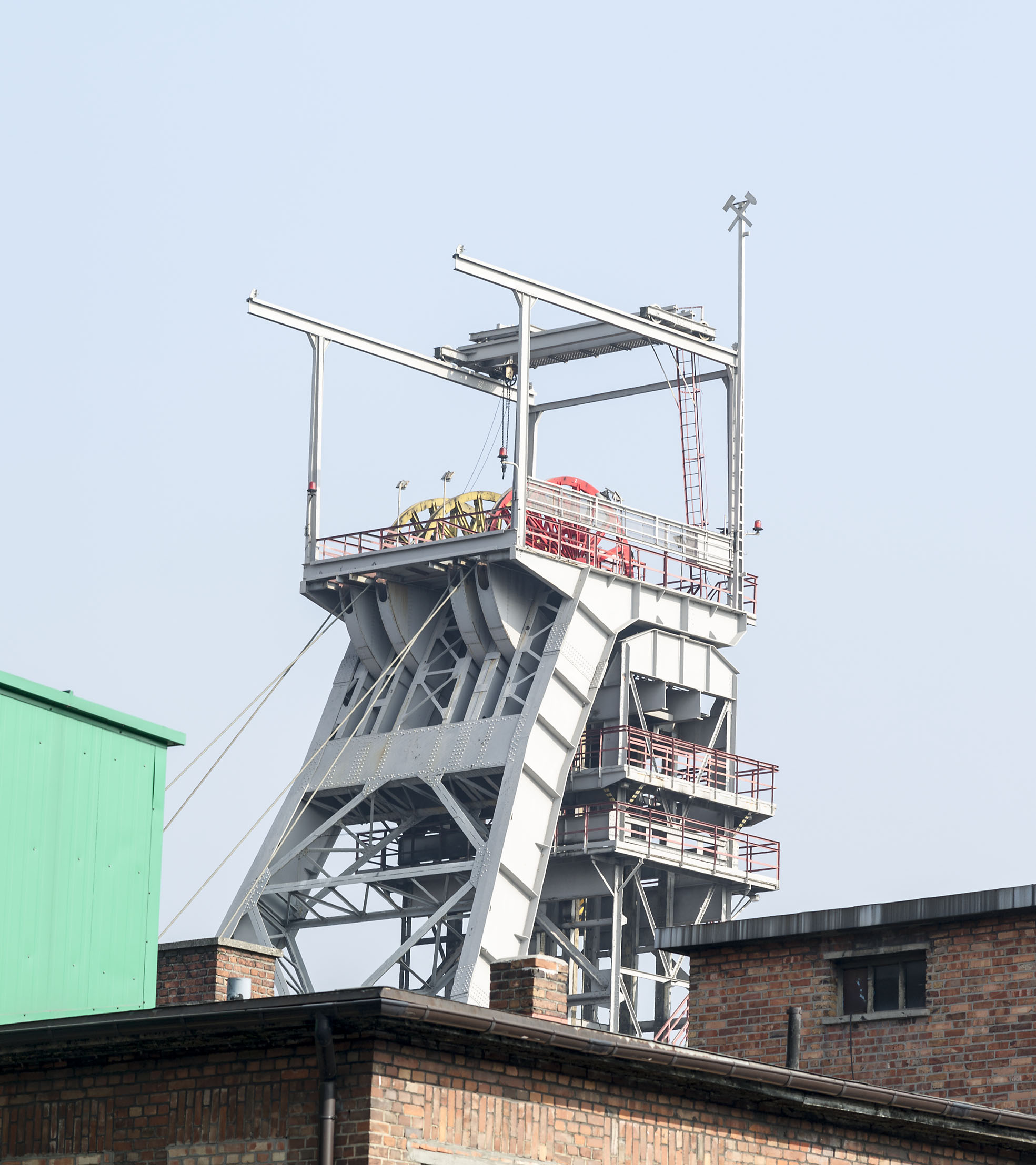
Doppelförderung Schacht II